# فرانسیسکو اورکویو
فرانسیسکو اورکویو (انگلیسی: Francisco Urcuyo; Francisco Urcuyo Maliaños زاده ۳۰ ژوئیه ۱۹۱۵ – درگذشته ۱۴ سپتامبر ۲۰۰۱) سیاستمدار اهل نیکاراگوئه بود. وی از ۱۷ ژوئیه ۱۹۷۹ تا ۱۸ ژوئیه ۱۹۷۹ رئیس‌جمهور موقت نیکاراگوئه بود.
فرانسیسکو اورکویو در ۱۴ سپتامبر ۲۰۰۱، در سن ۸۶ سالگی درگذشت.